# Antonia Tanini Pulci
Antonia Tanini Pulci (1452/54 – 1501) fue una dramaturga italiana cuyos trabajos fueron publicados en varias ediciones en los siglos XV y XVI.

## Primeros años y familia
Pulci nació en Florencia, Italia, en algún momento entre 1452 y 1454. Su padre era Francesco d'Antonio di Giannotto Tanini, un mercader italiano. Su madre era Jacopa di Torello di Lorenzo Torelli, una romana de Trastevere. Pulci tuvo cinco hermanas y un hermano, junto con un medio hermano y una media hermana, quienes fueron los primeros hijos de su padre. Su padre murió en 1467, cuándo Pulci tenía sólo aproximadamente 13–15 años de edad. Cuatro de sus hermanas se casaron, y al menos una hermana ingresó a un convento local.
Antonia se casó con Bernardo di Jacopo Pulci en 1470 o 1471. Bernardo Pulci era reconocido en el ámbito literario. También conservó una notable posición en la Universidad de Florencia.
Aunque el marido de Pulci provenía de una familia distinguida, la familia de Bernardo fue llevada finalmente a la bancarrota por las descuidadas inversiones del hijo mayor de la familia. Cuando éste murió en 1470, Bernardo y sus otros hermanos quedaron para afrontar el deshonor;  tuvieron que lidiar con la responsabilidad sostener financieramente a su familia. Por ello, Antonia decidió darle a Bernardo mil florines que serían de gran ayuda para solucionar las dificultades financieras que debió enfrentar. Esta era una suma impresionante para la hija de un mercader en aquel tiempo.

## Carrera
Antonia Pulci se estableció como una dramaturga prominente al crear varios Misterios o sacra rappresentazione. Una obra de este género está fuertemente basada en una historia religiosa tomada de la Biblia. Generalmente, estas obras son narradas por un ángel, quien cuenta todas las acciones de los personajes de la historia. El ángel termina explicando la lección a ser aprendida del cuento en un epílogo, llamado l'angelo che licenzia.
Curiosamente, muchas de las obras que Antonia escribió nunca fueron puestas en escena. No hay mucha evidencia para decir que fueron presentadas en vivo frente a una audiencia. Es posible que sólo estaban destinadas a ser leídas, a pesar de que algunas de las obras más populares de Antonia fueron representadas en años posteriores.

### Raccolta Miscomini
Su primera obra, data de 1483, se llama Rappresentazione di Santa Domitilla (Representación de Santa Domitila). Este trabajo fue publicado en los años 1490 junto con otras obras. Las mismas incluyen Rappresentazione di Santa Guglielma (Representación de Santa Guglielma) y Rappresentazione di San Francesco (Representación de San Francisco). Rappresentazione di Giuseppe figlio di Giacob (Representación de Joseph, hijo de Jacob) fue también publicado al mismo tiempo, y posiblemente escrita por Antonia, aunque existen dudas al respecto. Juntas, estas obras fueron publicadas en una antología de dos volúmenes de sacre rappresentazioni llamada la “Raccolta Miscomini.” Probablemente fue nombrado así por Antonio Miscomini, la persona que puede haber publicado el trabajo. También incluido en el Raccolta Miscomini, estaba la Rappresentazione di Barlaam e Giosafat (Representación de Barlaam y Josaphat) de Bernardo Pulci.

### Otros trabajos
Un amigo cercano de Antonia, Fra Antonio Dolciata, atribuyó unos cuantos trabajos a ella después de su muerte. Uno de estos era sobre la historia de Joseph, hijo de Jacob, cuya historia está detallada en la Biblia. Otros trabajos que Dolciata atribuyó a Antonia incluyen Rappresentazione del figliuol prodigo (Parábola del Hijo Pródigo) y Destruzione di Saul e il pianto di Davit (La Muerte de Saúl y las Lágrimas de David).

## Vida tardía y muerte
Antonia y Bernardo no tuvieron hijos. En 1488, Bernardo murió. Antonia se volvió una ammantellata, la cual, viviendo en una sociedad secular, es la hermana de orden tercero. Por unos cuantos años,  vivió en San Vincenzo, en un convento Dominicano llamado Annalena. Más tarde,  pasó un tiempo viviendo en la casa de su madre cercano a Piazza della Signoria.
Más tarde,  conoció a Francesco Dolciati, un estudiante de la escuela de la catedral. Estudió latín con él antes de buscar una función más activa en la religión. Antonia persuadió a Dolciati a entrar a la vida religiosa, por eso eligió Fra Antonio como su nombre religioso. Antonia pasó muchos años estudiando las Escrituras y haciendo penitencia. Esto influyó en sus trabajos;  continuó escribiendo, aun así exhibía el tema religioso en forma de poemas en vez de obras. Uno de estos poemas estuvo escrito en el corpus domini, Corpus Christi , y fue dado a Dolciati como un regalo autografiado.
Hacia el fin de su vida, su donación fue finalmente regresada por la familia Pulci. Antonia utilizó este dinero para adquirir tierras afuera de San Gallo, entre un monasterio llamado Lapo y el Río Mugnone. Se retiró aquí con un pequeño grupo de terciarios agustinianos y decidió establecer un convento. En el último año de su vida,  creó un testamento el cual proporcionaba la financiación para el convento, cuyo nombre fue Santa Maria della Misericordia (a veces referido como la Assunta).
Organizó la construcción de la capilla de Santa Mónica en la iglesia de San Gallo. Esta fue la iglesia donde el Fra Antonio Dolciati había trabajado por varios años. Sin embargo, aproximadamente treinta años más tarde, el convento fue destruido. Poco después de la destrucción de la iglesia, las monjas del convento que Antonia había establecido se trasladaron al convento de San Clemente. El convento en San Clemente fue visto como más seguro porque estaba dentro de los muros de la ciudad de Vía San Gallo, a diferencia del convento en Santa Maria della Misericordia, por fuera de estas.

## Análisis de las obras

### Contenido
Los Misterios y obras acerca de milagros se centraban en la representación de historias de la Biblia, y lograron su máxima de popularidad durante el siglo XV antes del auge del teatro profesional. Como muchos misterios y obras de milagros florentinos de su tiempo, los trabajos de Antonia normalmente eran bastante fieles a sus principios, con algunas cuantas excepciones.
Su obra titulada Destruzione di Saul e il pianto di Davit incluyó parte de escritura original. Aquí, algunas de sus habilidades creativas pueden ser evidenciadas, porque incluyó una historia que no puede ser encontrada en la Biblia. Escribió sobre el martirio de la mujer de Saúl.
Rappresentazione di San Francesco es otro ejemplo de una obra que Antonia creó y que no sigue su representación en la Biblia muy de cerca. Esta obra es única porque incluye alusiones a la vida propia de Antonia. Algunos de los personajes son muy similares a sus miembros familiares. Por ejemplo, el personaje Jacopa da Settesoli está renombrado como Jacopa da Roma. La madre de Antonia era un Jacopa de Roma, así que esto puede haber sido un homenaje a ella

### Forma
Las obras de Antonia fueron escritas en su primer lenguaje, italiano. Estaban muy bien escritas en “verso agradable, recitable.” Normalmente, las obras eran de entre 400 y 800 líneas. Estuvieron escritos en ottava rima, la cual es el medida estándar la epopeya y la narrativa de la hagiografía.

### Publicación
Las obras fueron todas publicadas en varias ediciones hacia los siglos quince y dieciséis. Los trabajos probablemente sostuvieron su popularidad porque las monjas pudieron usarlos para los teatros de conventos y la lectura devota. La Santa Domitilla, la San Francisco, y la Santa Guglielma fueron las ediciones más frecuentemente publicadas de las todas las obras tempranas de Antonia. Estas obras (excepto la Santa Domitilla) han sido incluidas en varias colecciones literarias publicadas en los siglos XIX y XX.

## Lista de trabajos
1. Rappresentazione di Santa Domitilla (Representación Santo Domitilla)
2. Rappresentazione di Santa Guglielma (Representación de Santo Guglielma)
3. Rappresentazione di San Francesco (Representación de Francis Santo)
4. Rappresentazione di Giuseppe figlio di Giacob (Representación de Joseph, Hijo de Jacob)
5. Rappresentazione del figliuol prodigo (Parábola del Hijo Pródigo)
6. Destruzione di Saul e il pianto di Davit (La Muerte de Saúl y las Lágrimas de David)

## Lectura adicional
- Weaver, Elissa B. Convent Theatre in Early Modern Italy: Spiritual Fun and Learning for Women. Cambridge: Cambridge University Press, 2002. 97-104

- Datos: Q18945018